# Hartlepool United Football Club 2016-2017
Questa voce raccoglie le informazioni riguardanti l'Hartlepool United Football Club nelle competizioni ufficiali della stagione 2016-2017.

## Rosa
| N. |                             | Ruolo | Calciatore         |
| -- | --------------------------- | ----- | ------------------ |
| 1  | Irlanda del Nord (bandiera) | P     | Trevor Carson      |
| 2  | Inghilterra (bandiera)      | D     | Carl Magnay        |
| 4  | Inghilterra (bandiera)      | D     | Nicky Featherstone |
| 5  | Inghilterra (bandiera)      | D     | Rob Jones          |
| 6  | Inghilterra (bandiera)      | D     | Matthew Bates      |
| 7  | Inghilterra (bandiera)      | C     | Nathan Thomas      |
| 8  | Inghilterra (bandiera)      | C     | Brad Walker        |
| 9  | Irlanda (bandiera)          | A     | Pádraig Amond      |
| 10 | Inghilterra (bandiera)      | A     | Billy Paynter      |
| 11 | Inghilterra (bandiera)      | A     | Rhys Oates         |
| 14 | Inghilterra (bandiera)      | C     | Michael Woods      |
| 15 | Inghilterra (bandiera)      | A     | Lewis Alessandra   |
| 16 | Inghilterra (bandiera)      | D     | Ben Pollock        |
| 17 | Inghilterra (bandiera)      | C     | Nicky Deverdics    |

| N. |                             | Ruolo | Calciatore      |
| -- | --------------------------- | ----- | --------------- |
| 18 | Inghilterra (bandiera)      | C     | Lewis Hawkins   |
| 19 | Inghilterra (bandiera)      | C     | Jordan Richards |
| 20 | Inghilterra (bandiera)      | D     | Jake Orrell     |
| 21 | Inghilterra (bandiera)      | D     | Josh Nearney    |
| 23 | Inghilterra (bandiera)      | C     | Connor Smith    |
| 26 | Inghilterra (bandiera)      | D     | Scott Harrison  |
| 27 | Inghilterra (bandiera)      | C     | Jack Blackford  |
| 28 | Inghilterra (bandiera)      | C     | Josh Laurent    |
| 29 | Inghilterra (bandiera)      | D     | James Martin    |
| 31 | Inghilterra (bandiera)      | P     | Ben Dudzinski   |
| 33 | Irlanda del Nord (bandiera) | D     | Liam Donnelly   |
| 38 | Inghilterra (bandiera)      | A     | Devante Rodney  |
| 39 | Irlanda (bandiera)          | D     | Sean Kavanagh   |
|    | Brasile (bandiera)          | P     | Adriano Basso   |